# Aloina bifrons
Aloina bifrons là một loài Rêu trong họ Pottiaceae. Loài này được (De Not.) Delgad. mô tả khoa học đầu tiên năm 1973.